# کروم (III) استیل‌استونات
کروم(III) استیل‌استونات (به انگلیسی: Chromium(III) acetylacetonate) با فرمول شیمیایی C۱۵H۲۱CrO۶ یک ترکیب شیمیایی است؛ که جرم مولی آن ۳۴۹٫۳۲ g/mol می‌باشد.
این ترکیب غیر قطبی، از نظر بار الکتریکی خنثی و نامحلول در اب می‌باشد.
{\displaystyle {\ce {acacH +NH3-> NH4+ +acac-}}}
روش‌های مختلفی برای سنتز ان وجود دارد که یکی از این روشها واکنش هگزا اکوا کرومات در محلول ابی استیل استونات در حضور اوره است.
و یا:
CrCl3•6H2O(aq) + 3 acac-(aq) Cr(acac)3(s) + 3 Cl-(aq) + 6 H2O
برای خالص کردن این کمپلکس از کریستاله کردن دو محلولی استفاده می‌شود به این صورت که که در یک حلال، حل و در حلال دیگری نامحلول است. می‌توان از تولوین (محلول) و پترولیوم اتر (نامحلول) استفاده کرد.
برای شناسایی این کمپلکس از نزول نقطهٔ انجماد استفاده میشو. برای این منظور ابتدا نقطهٔ ذوب بی فنیل را به‌طور تجربی پیدا می‌کنیم. سپس نقطه ذوب بی فنیل و Cr(acac)3 را محاسبه می‌کنیم. منحنی بزول نقطه انجماد هر دو را روی یک منحنی در اکسل بکشید و با فرول زیر جرم مولکولی Cr(acac)3را محاسبه کنید.